# Gave de Pau
La Gave di Pau è un fiume del sud-ovest della Francia.

## Descrizione
Il termine gave è usato nei Pirenei occidentali per indicare un fiume o un torrente. È una parola di origine pre-celtica che designa un qualunque corso d'acqua. La parola viene usata molto frequentemente, tanto che molti fiumi dei Pirenei hanno perso il loro nome originario e sono diventati La gave di....
La sorgente del fiume si trova nel circo di Gavarnie, classificato nel 1997 tra i Patrimoni dell'umanità dall'UNESCO, nel dipartimento degli Alti Pirenei. Prende il nome di Gave di Pau dopo Luz-Saint-Sauveur, luogo in cui raccoglie le acque del Gave di Gavarnia e del Bastan.
Dopo la confluenza con la Gave d'Oloron, la Gave di Pau prende il nome di Gaves réunies per poi gettarsi nel fiume Adour, nei pressi di Peyrehorade, nel dipartimento delle Landes. È classificata corso d'acqua di I categoria dalla sorgente fino a Lescar, poi corso d'acqua di II categoria. Considerata un fiume da pesca ai salmoni, tra le molte fonti che alimentano la Gave di Pau c'è anche la famosa sorgente di Lourdes, una delle otto sorgenti della zona che alimentano il fiume.

## Principali città attraversate
- Dipartimento degli Alti Pirenei
  - Luz-Saint-Sauveur
  - Lourdes
- Dipartimento dei Pirenei Atlantici
  - Nay
  - Pau
  - Orthez
- Dipartimento delle Landes
  - Labatut

## Affluenti principali
- Affluenti dalla sinistra orografica
  - Ousse
  - Lagoin

- Affluenti dalla destra orografica
  - Ozoum
  - Béez
  - Néez
  - Bayse
  - Gave d'Oloron

## Immagini della Gave de Pau

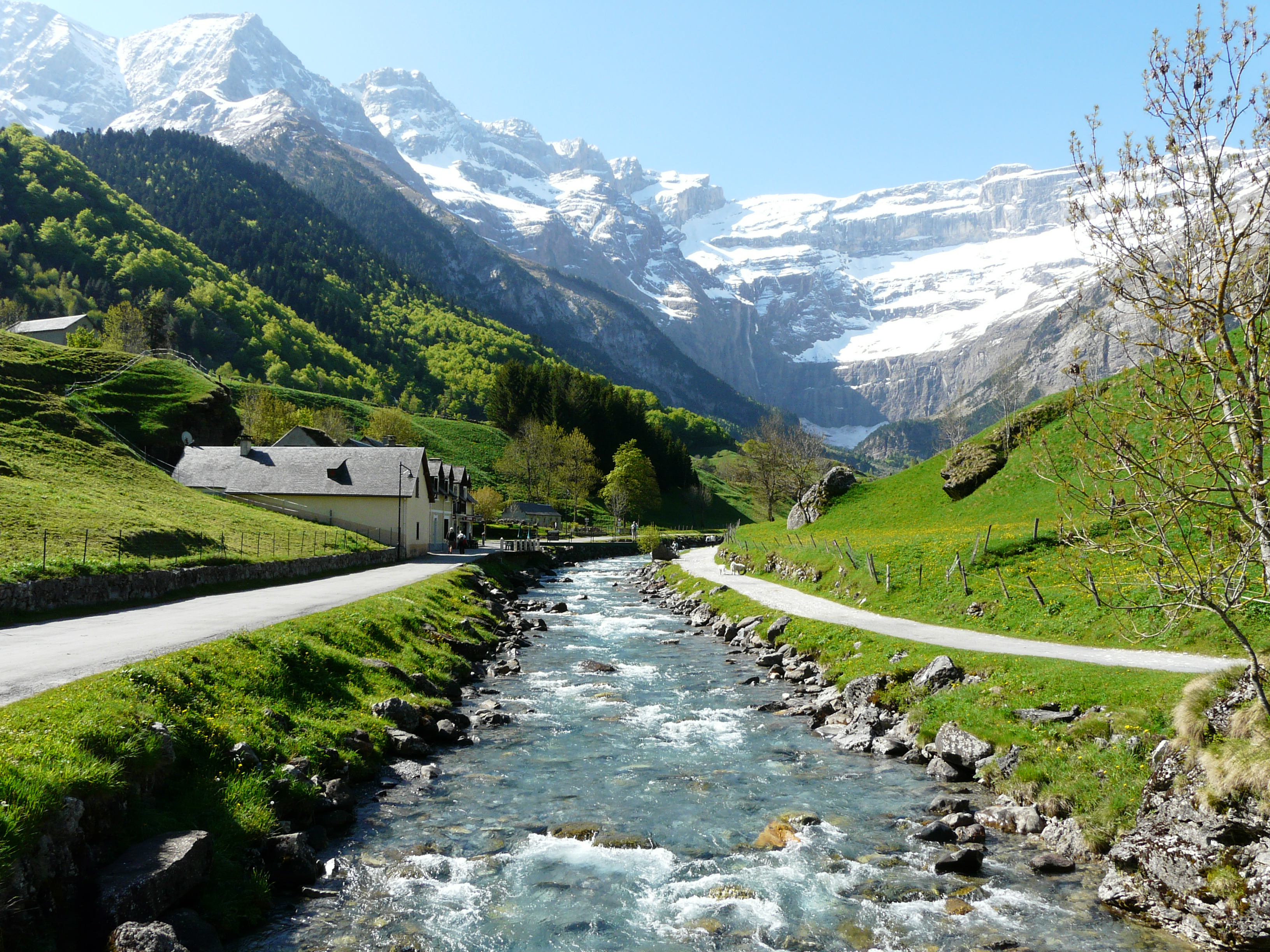
Il gave de Pau e il circo di Gavarnie
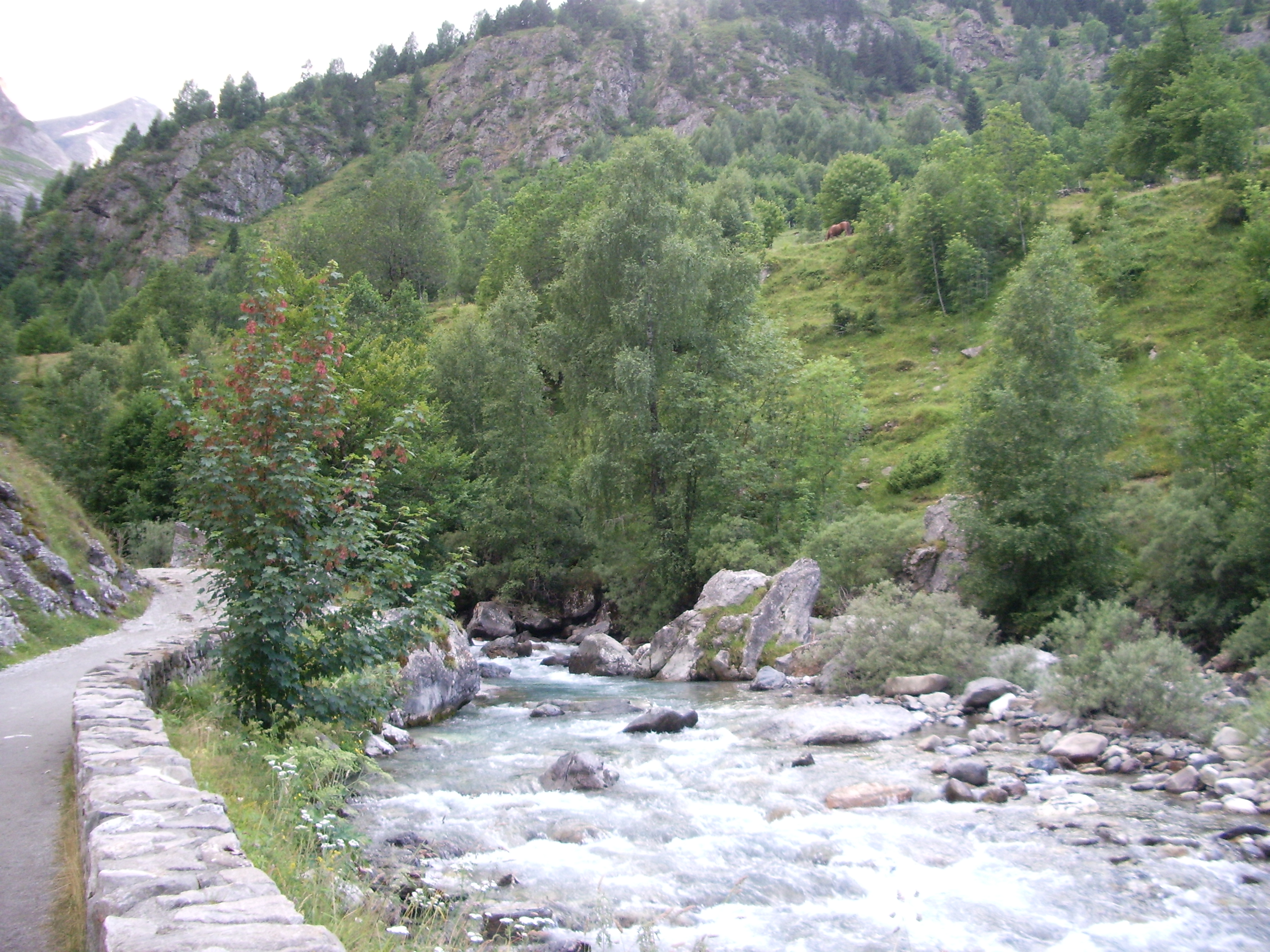
Il gave de Pau all'uscita del circo di Gavarnie
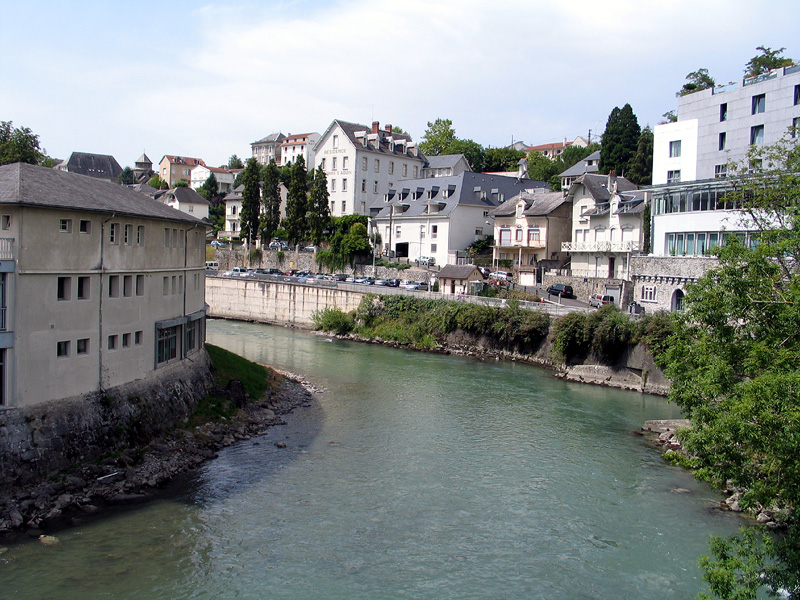
La Gave de Pau a Lourdes
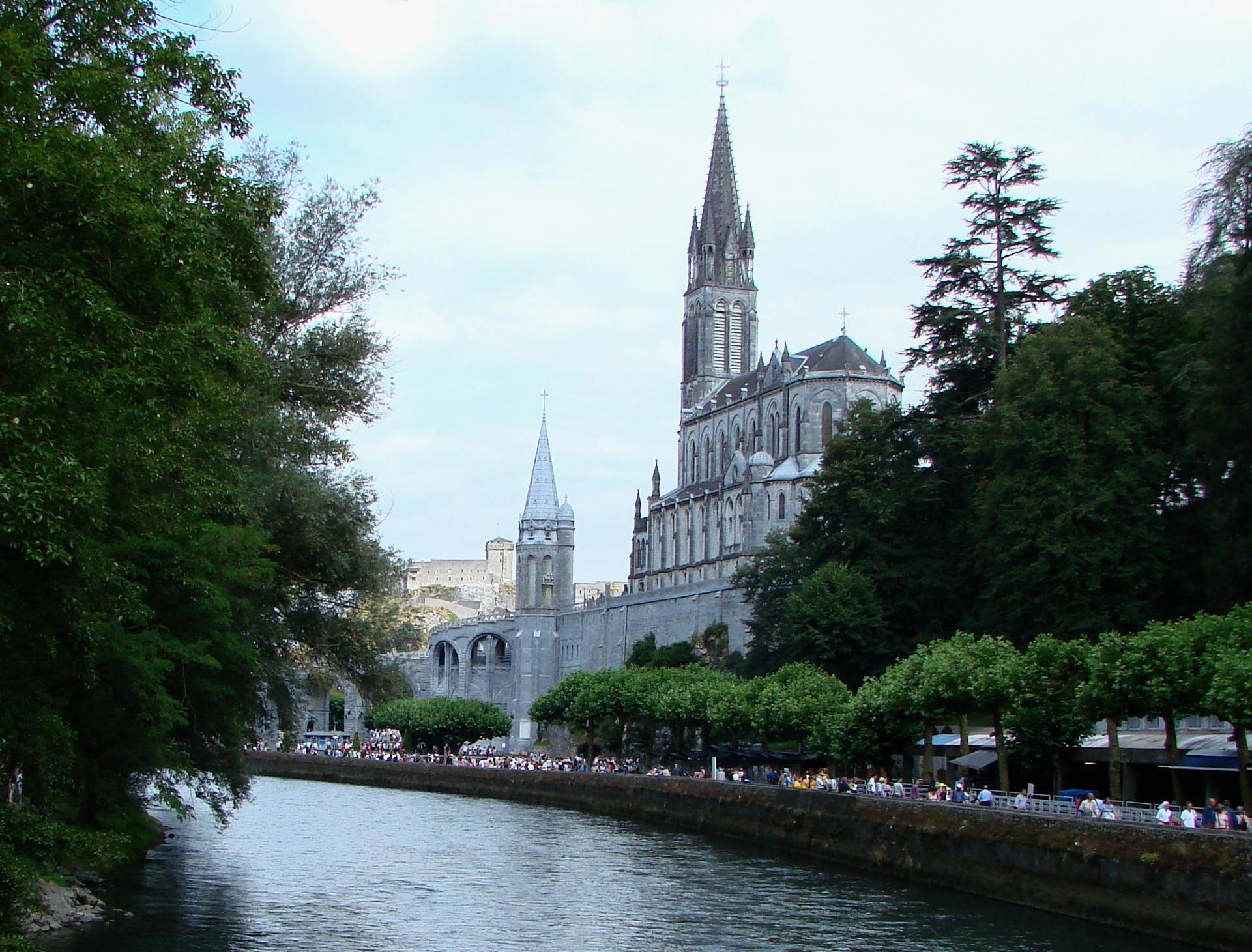
Il Gave de Pau a Lourdes
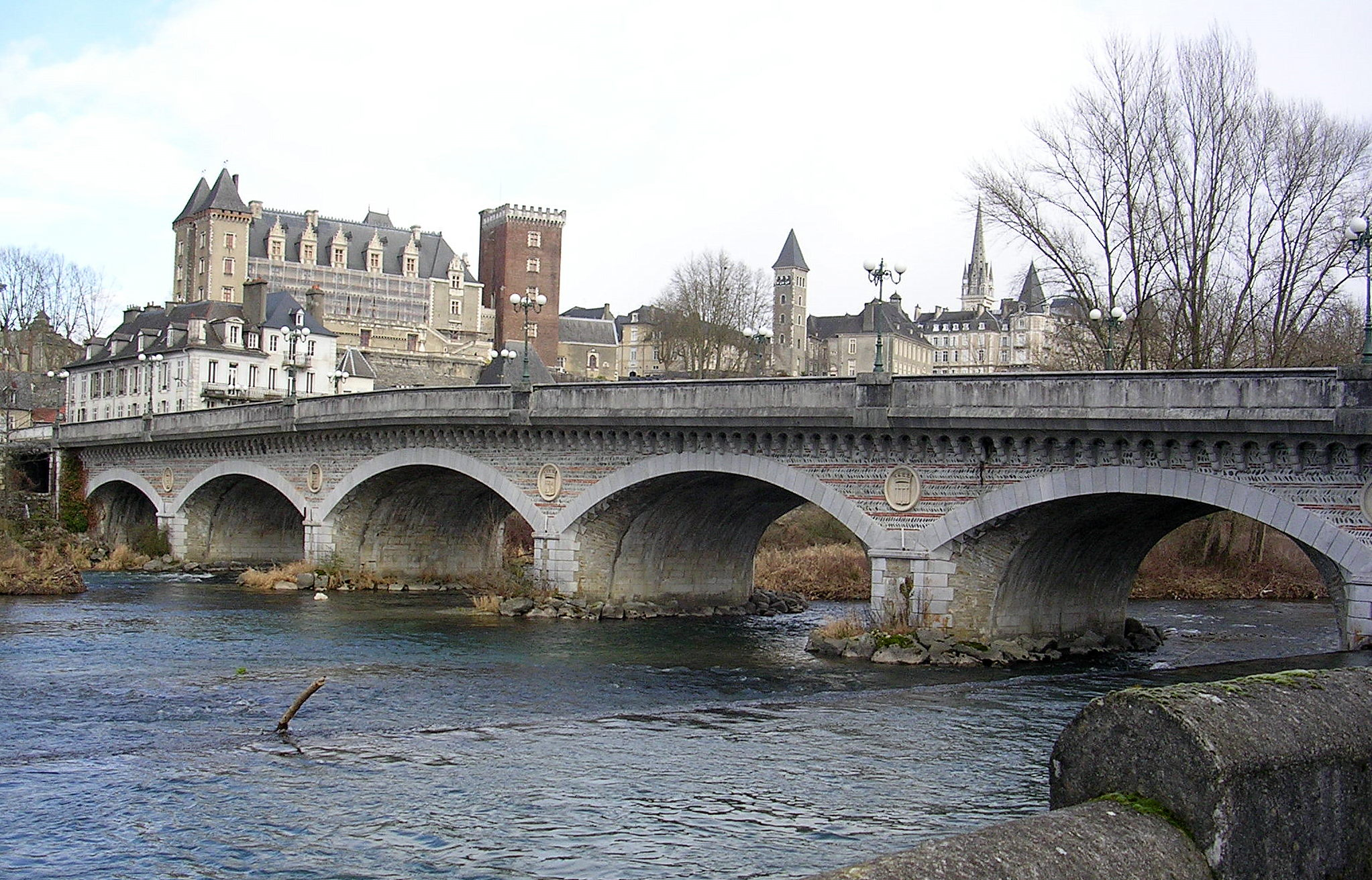
Il gave de Pau a Pau
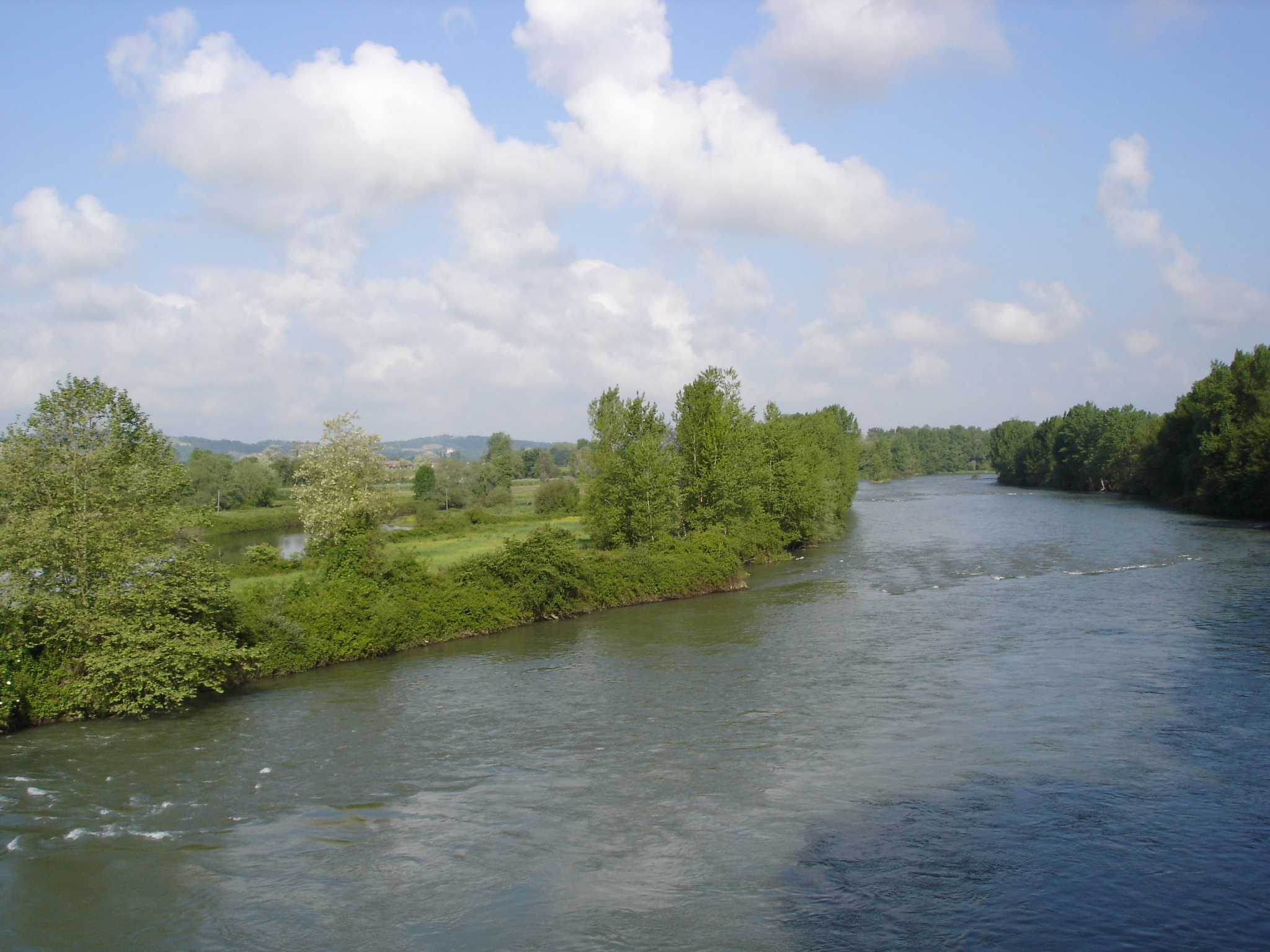
Il Gave de Pau tra Argagnon e Maslacq